# Sommer Motor Company
Sommer Motor Company war ein US-amerikanischer Hersteller von Motoren und Automobilen.

## Unternehmensgeschichte
D. F. Flohn, F. C. Hopley, L. A. Sommer, L. M. Smith und S. S. White gründeten das Unternehmen im November 1910 in Bucyrus in Ohio. Sie stellten Motoren und Automobile her. Der Markenname lautete Sommer. 1911 endete die Serienproduktion von Kraftfahrzeugen. Möglicherweise entstanden bis 1914 noch einige Fahrzeuge nach Kundenaufträgen. In dem Jahr wurde die Beschränkung auf Motoren verkündet.
Am 6. November 1915 wurde das Unternehmen noch erwähnt. Danach verliert sich die Spur.
L. A. Sommer war ein Bruder der Inhaber der Sommer Motor Car Company aus Michigan, die von 1904 bis 1905 den gleichen Markennamen verwendete.

## Fahrzeuge
Von den Fahrzeugen ist nur bekannt, dass es Personenkraftwagen waren.